# Extraliga (Slowakei, Schach) 1993/94
Die Extraliga 1993/94 war die zweite Spielzeit der slowakischen Extraliga im Schach.

## Teilnehmende Mannschaften und Modus
Neben den vier Vorjahresteilnehmern (ELAI Bratislava, ŠK Lokomotíva Trnava, ŠK Slovan Bratislava und ŠK Doprastav Bratislava) waren ŠK Slovan Rimavská Sobota, TJ Slávia CAISSA Čadca, Slávia UPJŠ Košice, ŠK Tesla Liptovský Hrádok, ŠK Slovan Levice, ŠK Medea Martin, ŠK Dunaj Bratislava, die zweite Mannschaft des ŠK Slovan Bratislava, ŠK Mladosť Nové Zámky und Antre VŠP Nitra am Start.
Die 14 Mannschaften spielten ein einfaches Rundenturnier an neun Brettern (dabei musste mindestens eine Frau eingesetzt werden), über die Platzierung entschied zunächst die Anzahl der Mannschaftspunkte (zwei Punkte für einen Sieg, ein Punkt für ein Unentschieden, kein Punkt für eine Niederlage), anschließend die Anzahl der Brettpunkte (ein Punkt für eine Gewinnpartie, ein halber Punkt für eine Remispartie, kein Punkt für eine Verlustpartie) und zuletzt der direkte Vergleich. Die drei Letzten stiegen ab und wurden durch die Aufsteiger aus der 1. liga ersetzt.
Zu den gemeldeten Mannschaftskadern der teilnehmenden Vereine siehe Mannschaftskader der Extraliga (Slowakei, Schach) 1993/94.

## Termine
Die Termine der ersten vier Runden sind nicht bekannt, die übrigen Wettkämpfe wurden gespielt am 27. und 28. November 1993, 8. und 9., 22. und 23. Januar, 19. und 20. Februar, sowie 12. und 13. März 1994.

## Saisonverlauf
Im Titelkampf lieferten sich Lokomotíva ŽOS Trnava, ŠK Slovan Bratislava und ŠK Slovan Rimavská Sobota einen Dreikampf, den Trnava erst in der letzten Runde für sich entschied. Der Titelverteidiger ELAI Bratislava stieg chancenlos ab, nachdem die Spitzenspieler den Verein verließen, während die übrigen Entscheidungen im Abstiegskampf hart umkämpft waren. Vor der letzten Runde lagen die Mannschaften auf den Plätzen 9 bis 13 mit je 9:15 Mannschaftspunkten gleichauf, die Entscheidung fiel schließlich gegen Antre VŠP Nitra und ŠK Doprastav Bratislava.

## Abschlusstabelle
| Pl. | Verein                                  | Sp | G  | U | V  | MP    | Brett-P.  |
| --- | --------------------------------------- | -- | -- | - | -- | ----- | --------- |
| 01. | Lokomotíva ŽOS Trnava                   | 13 | 10 | 2 | 1  | 22:4  | 80,5:36,5 |
| 02. | ŠK Slovan Bratislava I. Mannschaft      | 13 | 10 | 2 | 1  | 22:4  | 80,5:36,5 |
| 03. | ŠK Slovan Rimavská Sobota (N)           | 13 | 10 | 1 | 2  | 21:5  | 72,0:45,0 |
| 04. | TJ Slávia CAISSA Čadca (N)              | 13 | 6  | 5 | 2  | 17:9  | 63,0:54,0 |
| 05. | Slávia UPJŠ Košice (N)                  | 13 | 6  | 2 | 5  | 14:12 | 66,5:50,5 |
| 06. | ŠK Tesla Liptovský Hrádok (N)           | 13 | 6  | 2 | 5  | 14:12 | 60,0:57,0 |
| 07. | ŠK Slovan Levice (N)                    | 13 | 6  | 0 | 7  | 12:14 | 60,5:56,5 |
| 08. | ŠK Medea Martin (N)                     | 13 | 4  | 3 | 6  | 11:15 | 59,0:58,0 |
| 09. | ŠK Dunaj Bratislava (N)                 | 13 | 4  | 2 | 7  | 10:16 | 57,5:59,5 |
| 10. | ŠK Slovan Bratislava II. Mannschaft (N) | 13 | 3  | 4 | 6  | 10:16 | 56,5:60,5 |
| 11. | ŠK Mladosť Nové Zámky (N)               | 13 | 4  | 2 | 7  | 10:16 | 53,5:63,5 |
| 12. | Antre VŠP Nitra (N)                     | 13 | 4  | 2 | 7  | 10:16 | 53,0:64,0 |
| 13. | ŠK Doprastav Bratislava                 | 13 | 3  | 3 | 7  | 9:17  | 49,5:67,5 |
| 14. | ELAI Bratislava (M)                     | 13 | 0  | 0 | 13 | 0:26  | 7,0:100,0 |

## Entscheidungen
|     | Slowakischer Meister: Lokomotíva ŽOS Trnava                                         |
|     | Absteiger in die 1. liga: Antre VŠP Nitra, ŠK Doprastav Bratislava, ELAI Bratislava |
| (M) | Meister der letzten Saison                                                          |
| (N) | Aufsteiger der letzten Saison                                                       |

## Kreuztabelle
| Ergebnisse | Ergebnisse                          | 01. | 02. | 03. | 04. | 05. | 06. | 07. | 08. | 09. | 10. | 11. | 12. | 13. | 14. |
| ---------- | ----------------------------------- | --- | --- | --- | --- | --- | --- | --- | --- | --- | --- | --- | --- | --- | --- |
| 01.        | Lokomotíva ŽOS Trnava               |     | 4½  | 6   | 5½  | 5½  | 7   | 8½  | 6   | 3½  | 4½  | 7½  | 8   | 5½  | 8½  |
| 02.        | ŠK Slovan Bratislava I. Mannschaft  | 4½  |     | 4   | 4½  | 5½  | 6½  | 6   | 6   | 7½  | 5½  | 6½  | 7   | 8   | 9   |
| 03.        | ŠK Slovan Rimavská Sobota           | 3   | 5   |     | 4½  | 5   | 5½  | 6   | 6½  | 6   | 4   | 5   | 5   | 7½  | 9   |
| 04.        | TJ Slávia CAISSA Čadca              | 3½  | 4½  | 4½  |     | 5   | 4½  | 1½  | 6½  | 5½  | 5   | 5   | 4½  | 4½  | 8½  |
| 05.        | Slávia UPJŠ Košice                  | 3½  | 3½  | 4   | 4   |     | 6½  | 7   | 4½  | 6   | 4½  | 6   | 2½  | 5½  | 9   |
| 06.        | ŠK Tesla Liptovský Hrádok           | 2   | 2½  | 3½  | 4½  | 2½  |     | 5   | 5½  | 5½  | 4   | 5   | 6½  | 4½  | 9   |
| 07.        | ŠK Slovan Levice                    | ½   | 3   | 3   | 7½  | 2   | 4   |     | 5   | 3   | 6½  | 4   | 7   | 7   | 8   |
| 08.        | ŠK Medea Martin                     | 3   | 3   | 2½  | 2½  | 4½  | 3½  | 4   |     | 4½  | 6   | 4½  | 5½  | 6½  | 9   |
| 09.        | ŠK Dunaj Bratislava                 | 5½  | 1½  | 3   | 3½  | 3   | 3½  | 6   | 4½  |     | 4½  | 6½  | 4   | 3   | 9   |
| 10.        | ŠK Slovan Bratislava II. Mannschaft | 4½  | 3½  | 5   | 4   | 4½  | 5   | 2½  | 3   | 4½  |     | 3½  | 3½  | 4½  | 8½  |
| 11.        | ŠK Mladosť Nové Zámky               | 1½  | 2½  | 4   | 4   | 3   | 4   | 5   | 4½  | 2½  | 5½  |     | 4½  | 5   | 7½  |
| 12.        | Antre VŠP Nitra                     | 1   | 2   | 4   | 4½  | 6½  | 2½  | 2   | 3½  | 5   | 5½  | 4½  |     | 4   | 8   |
| 13.        | ŠK Doprastav Bratislava             | 3½  | 1   | 1½  | 4½  | 3½  | 4½  | 2   | 2½  | 6   | 4½  | 4   | 5   |     | 7   |
| 14.        | ELAI Bratislava                     | ½   | 0   | 0   | ½   | 0   | 0   | 1   | 0   | 0   | ½   | 1½  | 1   | 2   |     |

## Die Meistermannschaft
| 1.            | Lokomotíva ŽOS Trnava |
| Schachfiguren | Igor Štohl, Alois Lanč, Ladislav Dobrovolský, Ján Báňas, Jacek Bielczyk, Zbigniew Szymczak, Jozef Franzen, Vladimír Cibulka, Peter Minich, Milan Drtina, Tomáš Plachetka, Milan Szitkey, Alexander Nicolini, Jaroslav Felčír, Jarmila Kačincová. |